# Görlitzer Park

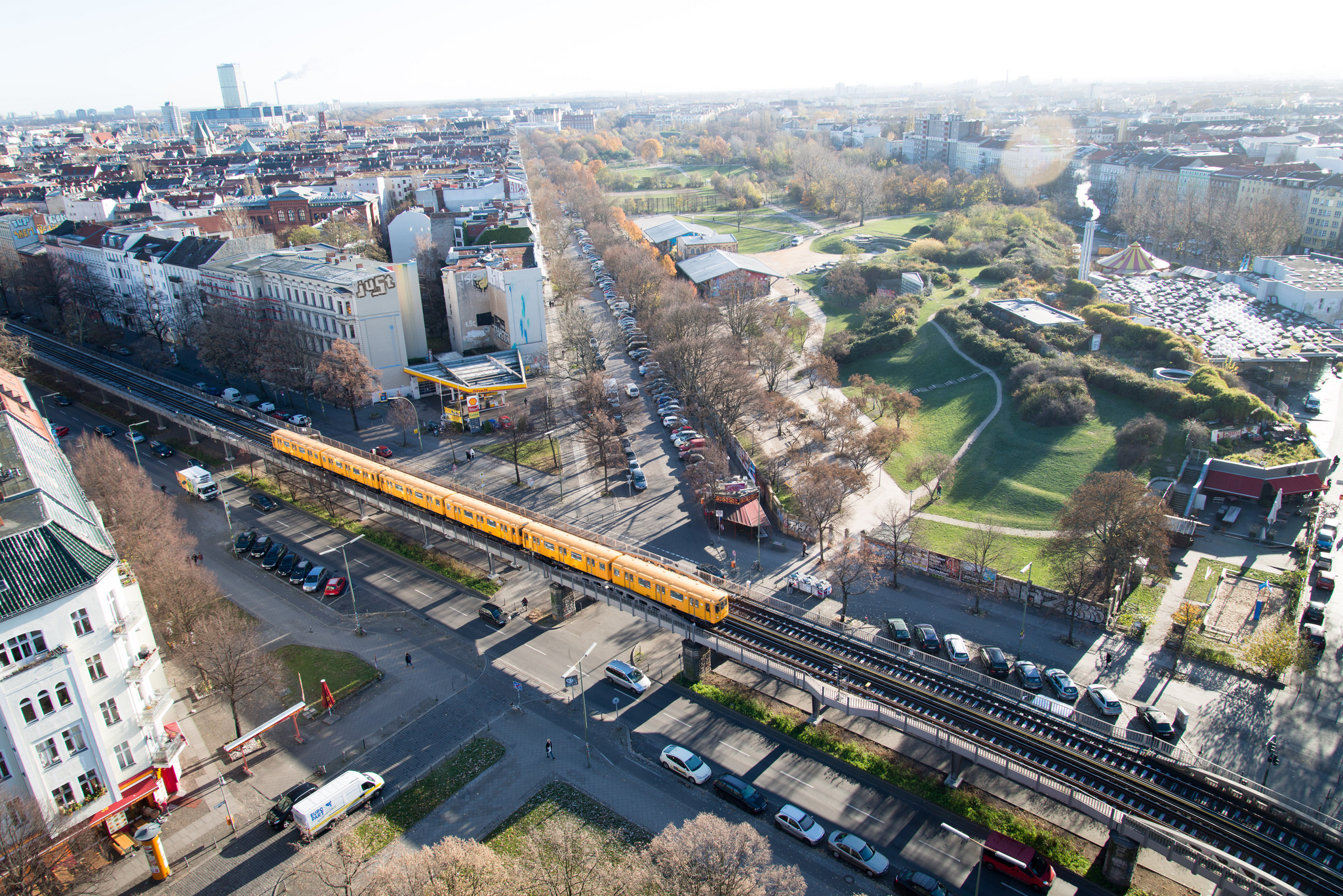
Vy mot Görlitzer Park. I förgrunden tunnelbanelinjen U1:s högbana.

Görlitzer Park är en 14 hektar stor offentlig park i stadsdelen Kreuzberg i Berlin, anlagd under slutet av 1980-talet och början av 1990-talet. 
Parken avgränsas av Görlitzer Strasse i norr, där parken gränsar mot Wrangelkiez, Görlitzer Ufer vid Landwehrkanal i öster, Wiener Strasse i söder och Spreewaldplatz och Skalitzer Strasse med högbanan i väster.
På platsen för parken låg tidigare spårområdet och byggnaderna för järnvägsstationen Görlitzer Bahnhof, uppförd 1865–1866 och uppkallad efter stambanans riktning mot Görlitz. Stationen skadades i andra världskrigets strider och den kom efter kriget att ligga i den amerikanska ockupationssektorn i Västberlin, medan järnvägssträckan ut från stationen  vid Landwehrkanal korsade gränsen till den sovjetiska sektorn i Östberlin. Av denna anledning drogs den nya sträckningen för Östberlins pendeltåg mot Königs Wusterhausen över Ostkreuz för att kringgå Västberlin och 1951 ställdes den kvarvarande passagerartrafiken från Görlitzer Bahnhof in. 1961 drogs Berlinmuren vid kanalen i parkens östra utkant och under 1960-talet revs resterna av stationsbyggnaden. Fram till 1985 trafikerades godsstationen av godståg som bland annat levererade kol för stadens bränslebehov. 
Under 1980-talet utvecklades olika medborgarinitiativ för att ta till vara den stora ytan som järnvägen och kringliggande industriella verksamheter fortfarande upptog. I slutet av 1980-talet påbörjades arbetena med att anlägga en park på platsen. Integrerade i parkens grönytor bevarades några rester av den tidigare stationen, bland annat en fotgängartunnel, muren kring spårområdet och tre godsmagasin. Vid Spreewaldplatz färdigställdes 1987 ett kommunalt badhus.
Görlitzer Park är sedan början av 2000-talet en av Berlins största platser för illegal narkotikaförsäljning. Sedan 2012 finns en permanent närvaro från polis och myndigheter för riktad bekämpning av drogrelaterad kriminalitet i parken. Många buskage har avlägsnats då de kan tjäna som gömställe för droger. Den nolltolerans mot även ringa droginnehav som infördes 2015 under Frank Henkels period som inrikessenator kom senare att avskaffas 2017.